# محفظه آب‌بندی

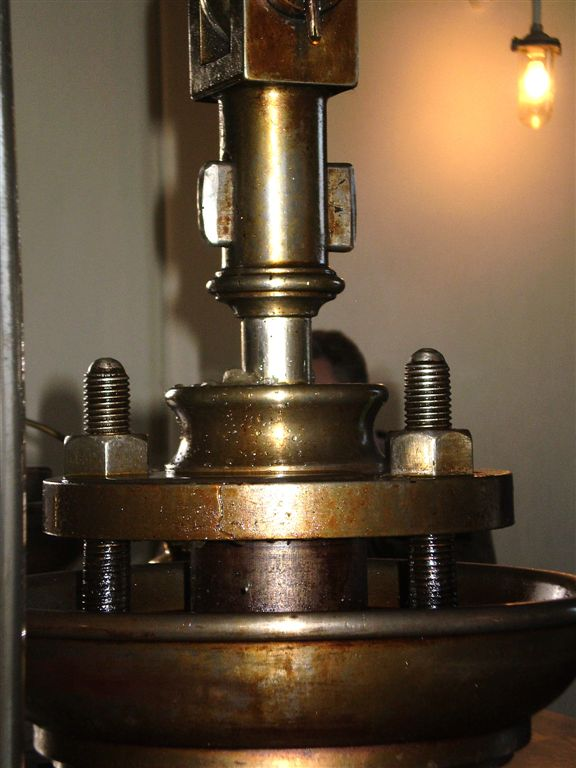
نمونه‌ای از محفظه آب‌بندی

محفظه آب‌بندی (به انگلیسی: Stuffing box) مجموعه‌ای است مونتاژی که با استفاده از نوارهای آببندی و درپوش آببندی بین دو قطعه مقابل از نشت سیال جاری بر اثر وجود اختلاف فشار در مرز قطعات جلوگیری می‌کند (برای مثال در پمپ).